# Sarah McLachlan

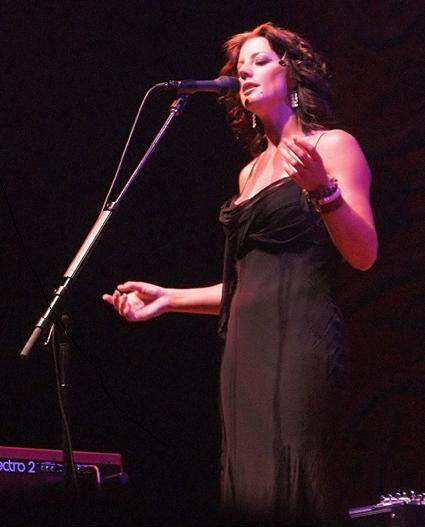
McLachlan tijdens een optreden in 2005

Sarah McLachlan (Halifax (Nova Scotia), 28 januari 1968) is een Canadese zangeres. In 2009 waren haar albums wereldwijd meer dan 40 miljoen keer verkocht. McLachlan won, naast vele andere prijzen, drie Grammy Awards.

## Biografie
McLachlan is geboren te Halifax en werd als kind geadopteerd. Als kind kreeg ze zangles en leerde piano en gitaar spelen. Op haar zeventiende speelde ze in de newwaveband October Game. In 1988 tekende ze een platencontract bij het onafhankelijke label Nettwerk. Ze verhuisde naar Vancouver, waar ze in datzelfde jaar haar eerste album opnam: Touch.
Na het succes van het album Fumbling Towards Ecstasy keerde McLachlan terug in 1997 met het album Surfacing. Dit werd haar bestverkochte en bekendste album tot op heden. Ze won hiermee twee Grammy Awards; een voor Beste Optreden Vrouwelijke Popzanger en een voor Beste Optreden Instrumentale Popmuziek. Daarnaast won MacLachlan met dit album vier Juno Awards. Surfacing verkocht wereldwijd meer dan 16 miljoen exemplaren en zorgde voor internationaal succes.
In 1997 nam ze met haar landgenoten van Delerium het nummer Silence op voor het album Karma. Dit aanvankelijk vrij obscure nummer ging zijn eigen leven leiden toen twee Amerikaanse tranceproducers er in 1999 de Sanctuary Mix van maakten. Daarmee werd in diverse landen de hitlijsten bereikt. Ook een remix door Airscape en dj Tiësto uit 2000 werd een succes: deze groeide uit tot een populaire hit in de trancescene en wist ook de top 10 te halen. In 2008 wist een remix door Niels van Gogh en Thomas Gold dit te herhalen.
McLachlan zong het nummer When She Loved Me in de soundtrack van Toy Story 2 uit 1999.

### Privéleven
McLachlan trouwde in 1997 met drummer Ashwin Sood in Jamaica. Samen kregen ze twee dochters. Het stel ging in 2008 uit elkaar.

## Discografie

### Albums
| Album met eventuele hitnotering(en) in de Nederlandse Album Top 100 | Datum van verschijnen | Datum van binnenkomst | Hoogste positie | Aantal weken | Opmerkingen |
| ------------------------------------------------------------------- | --------------------- | --------------------- | --------------- | ------------ | ----------- |
| Touch                                                               | 1988                  | -                     |                 |              |             |
| Solace                                                              | 1991                  | -                     |                 |              |             |
| Live EP                                                             | 1992                  | -                     |                 |              | Live-ep     |
| Fumbling towards ecstasy                                            | 1993                  | -                     |                 |              |             |
| The freedom sessions                                                | 1994                  | -                     |                 |              |             |
| Rarities, B-sides and other stuff                                   | 1996                  | -                     |                 |              |             |
| Surfacing                                                           | 01-09-1997            | 29-08-1998            | 52              | 13           |             |
| Mirrorball                                                          | 1999                  | -                     |                 |              |             |
| Remixed                                                             | 2001                  | -                     |                 |              |             |
| Afterglow                                                           | 23-02-2004            | 06-03-2004            | 23              | 12           |             |
| Live Acoustic EP                                                    | 2004                  | -                     |                 |              | Live-ep     |
| Afterglow Live                                                      | 2004                  | -                     |                 |              |             |
| Bloom                                                               | 2005                  | -                     |                 |              |             |
| Wintersong                                                          | 2006                  | -                     |                 |              |             |
| Laws of Illusion                                                    | 15-06-2010            | -                     | -               | -            |             |
| Shine On                                                            | 06-05-2014            | -                     | -               | -            |             |

| Album met hitnotering(en) in de Vlaamse Ultratop 200 albums | Datum van verschijnen | Datum van binnenkomst | Hoogste positie | Aantal weken | Opmerkingen |
| ----------------------------------------------------------- | --------------------- | --------------------- | --------------- | ------------ | ----------- |
| Afterglow                                                   | 23-02-2004            | 06-03-2004            | 18              | 9            |             |

### Singles
| Single met eventuele hitnotering(en) in de Nederlandse Top 40 | Datum van verschijnen | Datum van binnenkomst | Hoogste positie | Aantal weken | Opmerkingen                                           |
| ------------------------------------------------------------- | --------------------- | --------------------- | --------------- | ------------ | ----------------------------------------------------- |
| Silence                                                       | 2000                  | 29-04-2000            | 32              | 4            | met Delerium / Dancesmash op Radio 538                |
| Silence (Remix)                                               | 2000                  | 16-12-2000            | 7               | 19           | met Delerium / Dancesmash op Radio 538                |
| Fallen                                                        | 2004                  | 21-02-2004            | tip15           | -            |                                                       |
| Silence 2008                                                  | 2008                  | 11-04-2009            | 31              | 5            | met Delerium / Remix van Niels van Gogh & Thomas Gold |

| Single met hitnotering(en) in de Vlaamse Ultratop 50 | Datum van verschijnen | Datum van binnenkomst | Hoogste positie | Aantal weken | Opmerkingen                                           |
| ---------------------------------------------------- | --------------------- | --------------------- | --------------- | ------------ | ----------------------------------------------------- |
| Silence                                              | 2000                  | 04-03-2000            | 5               | 17           | met Delerium                                          |
| Fallen                                               | 2004                  | 21-02-2004            | tip14           | -            |                                                       |
| Silence 2008                                         | 2008                  | 31-01-2009            | 12              | 15*          | met Delerium / Remix van Niels van Gogh & Thomas Gold |

### NPO Radio 2 Top 2000
| Nummer met noteringen in de NPO Radio 2 Top 2000 | '18  | '19  | '20  | '21  | '22  | '23  | '24  |
| ------------------------------------------------ | ---- | ---- | ---- | ---- | ---- | ---- | ---- |
| Silence (met Tiësto & Delerium)                  | 1773 | 1679 | 1630 | 1642 | 1832 | 1687 | 1546 |

1. ↑  Een vetgedrukt getal geeft de hoogste notering aan.
2. ↑  2018 was het eerste jaar met een notering voor dit nummer.